# Xanthorhoe disjunctaria
Xanthorhoe disjunctaria är en fjärilsart som beskrevs av De La Harpe 1860. Xanthorhoe disjunctaria ingår i släktet Xanthorhoe och familjen mätare. Inga underarter finns listade i Catalogue of Life.